# 荒牧伸志

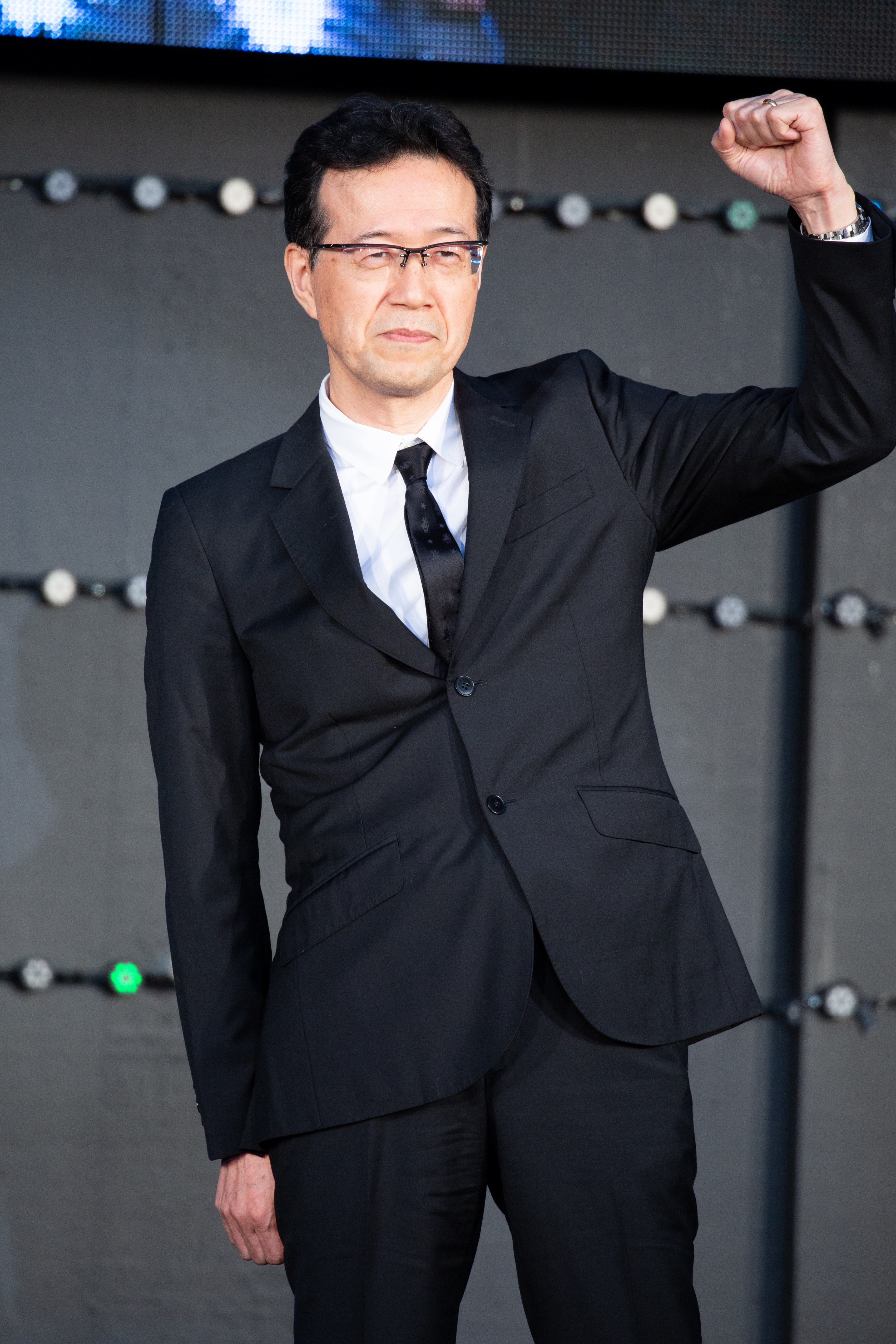
『レディ・プレイヤー1』ジャパン・プレミアにて（2018年）

荒牧 伸志（あらまき しんじ、1960年10月2日 - ）は、日本のアニメ監督、メカニックデザイナー。福岡県出身。福岡県立福岡高等学校卒業。岡山大学卒業。アートミック出身。SOLA DIGITAL ARTS では、CCO（Chief Creative Officer）を務める。日本における3DCGアニメーションの第一人者。

## 人物・来歴
中学時代から高校時代にかけて『宇宙戦艦ヤマト』『機動戦士ガンダム』『スター・ウォーズ』などの影響を受け映像の世界を志す。
岡山大学時代には漫画倶楽部に所属。漫画倶楽部時代の代表作に自主製作アニメ『ムーンストラック アルテミス』がある。
大学卒業後、株式会社タカラの外注デザイナーとして活動後にアートミックに入社しアニメーションのメカニックデザイナーとして活動を開始。1987年にOVA『メタルスキンパニック MADOX-01』で原案・監督・メカニックデザインを担当。
1993年には株式会社ビルドアップに所属。その後フレームワークス・エンターテインメントやデジタル・フロンティアに所属していた。
荒牧自身はアニメ業界を特別志望していたわけではなく、絵を描くことができ、間口の広い業界であったから進んだと述べている。またアニメや実写といったジャンルの区別は考えておらず、荒牧としてはデジタル技術の普及によりアニメと実写の境目がなくなってきたことで仕事がやりやすくなったともしている。
特にパワードスーツやオートバイへの変形機構を持ったメカの類が登場するアニメを多く手がけていることで知られる。
2004年に監督を務めた『APPLE SEED』はモーションキャプチャーを導入し世界初3Dライブアニメとして日本だけでなく、世界中のクリエイターに大きな影響を与えた。
2011年10月27日、「VFX-JAPANキックオフミーティング」ではパネルディスカッションに登壇した。

## 主な作品

### 監督・演出
- メタルスキンパニック MADOX-01 （1987年）（監督・メカニックデザイン）
- メガゾーン23 PART III （1989年）（原案・監督）
- BUBBLEGUM CRASH!（1991年）※石黒昇と共同監修
- ガサラキ （1998年 - 1999年）（メカニックデザイン・第25話 絵コンテ）
- APPLESEED （2004年）（監督）
- EX MACHINA -エクスマキナ-（2007年）（監督）
- VIPER'S CREED （2009年）（総監督）
- Halo Legends （2010年）（クリエイティブ・ディレクター）※ 押井守と共同監督
- スターシップ・トゥルーパーズ インベイジョン （2012年）（監督）
- キャプテンハーロック -SPACE PIRATE CAPTAIN HARLOCK- （2013年）（監督）[9]
- Appleseed Alpha （2014年）（監督）
- 日本アニメ（ーター）見本市 『evangelion:Another Impact（Confidential）』 （2015年）（監督）
- スターシップ・トゥルーパーズ レッドプラネット （2018年）※ 松本勝と共同監督
- ULTRAMAN （2019年 - 2022年）（監督・絵コンテ）※ 神山健治と共同監督
- 攻殻機動隊 SAC 2045 （2020年） ※ 神山健治と共同監督

### デザイン

#### メカニックデザイン
- 機甲創世記モスピーダ （1983年 - 1984年）
- ポール・ポジション （1984年）
- MASK （1985年 - 1986年）
- メガゾーン23 PART I （1985年）
- メガゾーン23 PART II （1986年）
- ウォナビーズ （1986年）
- 戦え!!イクサー1 ACT.II イクサーΣの挑戦 （1986年）
- 戦え!!イクサー1 ACT.III 完結編 （1987年）
- 青いブリンク （1989年）
- 戦国武将列伝 爆風童子ヒッサツマン （1990年）
- 間の楔 Vol.2 （1994年）
- ガサラキ （1998年）
- 激闘!クラッシュギアTURBO カイザバーンの挑戦 （2001年 - 2003年）
- WOLF'S RAIN （2003年）[10]
- アストロボーイ・鉄腕アトム （2003年 - 2004年）[11]
- 劇場版 NARUTO -ナルト- 大活劇!雪姫忍法帖だってばよ!! （2004年）
- 機動戦士ガンダム MS IGLOO （2004年 - 2006年）
- Project BLUE 地球SOS （2006年）
- REIDEEN （2007年）
- 大江戸ロケット （2007年）[12]
- 機神大戦ギガンティック・フォーミュラ （2007年）
- 鋼の錬金術師 嘆きの丘の聖なる星 （2011年）
- 009 RE:CYBORG （2012年）
- ガッチャマン （2013年）
- キャプテン・アース （2014年）[13]

#### プロダクションデザイン
- バブルガムクライシス （1987年 - 1991年）
- ジェノサイバー 虚界の魔獣 （1993年）
- 鋼の錬金術師 （2003年 - 2004年）
- 劇場版 鋼の錬金術師 シャンバラを征く者 （2005年）

#### デザインワークス
- スクライド （2001年）
- Witch Hunter ROBIN （2002年）
- ＭＳイグルー２ 重力戦線(2008年)
- 虐殺器官（2017年）[14]

#### コンセプトデザイン
- ソウルイーター （2008年 - 2009年）
- STAR DRIVER 輝きのタクト （2010年 - 2011年）
- スタードライバー THE MOVIE （2013年）
- テンカイナイト（2013年）

#### その他
- ミクロチェンジ（デザイン）[15]
- トップをねらえ! （1988年）（設定）
- A.D.POLICE （1990年）（スーパーバイザー）
- デジモンテイマーズ （2001年 - 2002年）（CGデザイン）
- シュガシュガルーン （2005年 - 2006年）（魔界アートコンセプト）
- Robotech: The Shadow Chronicles （2007年）（オリジナルデザイン）
- 鋼の錬金術師 FULLMETAL ALCHEMIST （2009年 - 2010年）（錬成陣デザイン）

### ゲーム
- バーチャファイター3（1996年）（CGムービー演出・デザイン[16]）
- スターイクシオン（1999年）（オープニングCGムービーディレクター）
- ドラゴンヴァラー（1999年）（オープニングCGムービーディレクター）
- CARRIER（2000年）（バックグラウンドデザイン）
- カムライ-神来-（2000年）（ムービーパート制作）
- シャドウ オブ ローマ（2005年）（CGムービーディレクター）
- 悪魔城ドラキュラ 闇の呪印（2005年）（CGムービースーパーバイザー）
- アップルシード EX（2007年）（オープニングムービーディレクター、オープニングムービーデザイン）
- ソニック ワールドアドベンチャー （2008年）（CGムービーディレクター）
- 重鉄騎 （2012年）（コンセプトアーティスト）
- KNACK（2014年）（アウトソーシングシネマティック）
- ELDEN RING（2022年）（3DCGディレクター）

### その他
- GUNDAM Mission to the Rise （1999年）（CGIディレクター）
- ピンポン （2002年）（卓球シーン絵コンテ[17]）
- 河童 （2006年）（CG・デザイン）
- SONIC NIGHT OF THE WEREHOG ～ソニック&チップ 恐怖の館～（スーパーバイザー）